# Joseph Solomon Delmedigo
Joseph Solomon Di Candia Delmedigo, in ebraico ישר מקנדיא (Yashar Mi-Qandia), in italiano Giuseppe Salomone Di Candia Delmedigo o Jacopo Di Candia Delmedigo; il cognome è talvolta scritto come Del Medigo (Candia, 16 giugno 1591 – Praga, 16 ottobre 1655), è stato uno scienziato italiano suddito della Serenissima, di origini ebraiche.
Discendente di Elia Delmedigo e allievo di Galileo Galilei, impiegò la Qabbalah nello studio della fisica e fu fiero avversario di Aristotele e della Scolastica. Joseph Solomon Qandia Delmedigo è stato un rabbino,
un professore del Quadrivio formazione scolastica delle arti liberali, propedeutica all'insegnamento della teologia e della filosofia, autore, medico, matematico e teorico musicale.
La sua opera più conosciuta è Elim (1692), raccolta di 12 generali e 70 specifici quesiti con relative responsa postegli da un caraita lituano, Zerach ben Natan.

## Biografia
Nato a Candia, Creta, Del Medigo de'Candia era un membro dei Geiger, una famiglia tedesca stabilitasi a Creta e Venezia. A 15 anni, si trasferì a Padova, studiando medicina e prendendo lezioni con Galileo in astronomia. Dopo la laurea nel 1613 si trasferì a Venezia e trascorse un anno assieme a Leone da Modena e Simone Luzzato. Da Venezia ritornò a Candia e da lì ha iniziato un viaggio nel vicino Oriente, raggiungendo Alessandria e Cairo. Vi si recò in occasione di una disputa pubblica in matematica contro un matematico locale. Dall'Egitto si trasferì a Istanbul, dove osservò la cometa del 1619. Dopo Istanbul ha vagato per le comunità Karaite in Europa orientale e arrivò ad Amsterdam nel 1623. Infine morì a Praga. Nel corso della sua vita ovunque egli soggiornò si guadagnò da vivere come medico e/o insegnante. La sua unica opera pubblicata è Elim (Palme), che si occupa di matematica, astronomia, scienze naturali e metafisica, così come alcune lettere e saggi.
Come Delmedigo scrive nel suo libro, egli seguì le lezioni di Galileo Galilei durante l'anno accademico, 1609-1610. Negli anni successivi egli spesso si riferisce a Galilei come "rabbi Galileo". Elijah Montalto, medico di Maria de Medici, è anche menzionato come uno dei suoi insegnanti.